# Jaskinia z Kulkami
Jaskinia z Kulkami – jaskinia w Dzielnicy VIII Dębniki w Krakowie. Znajduje się na południowo-zachodnim obrzeżu wzniesienia Krzemionek Zakrzowskich.

## Położenie
Jaskinia znajduje się w lesie po północno-zachodniej stronie betonowego ogrodzenia jednostki wojskowej, w odległości około 50 m od bramy jednostki i około 10 m od betonowego ogrodzenia jednostki. Otwór jaskini znajduje się w sztucznym zagłębieniu ziemi poniżej poziomu gruntu. Zwiedzanie jaskini jest trudne z powodu ciasnych korytarzy i niebezpieczne – istnieje niebezpieczeństwo obrywu stropu.

## Opis jaskini
Jaskinia ma dwa poziomy. Otwór o szerokości 1,5 m, wysokość 1 m. Za nim jest przełaz i główna sala jaskini o trójkątnym kształcie, długości 14 m i wysokości 1–1,5 m. Ma nierówny strop z osypującymi się krzemiennymi bułami. Na dnie jaskini wielkie wapienne bryły i drobniejszy gruz. W tylnej części sali dno opada, sala w tym miejscu ma wysokość do 3 m, a w jej stropie znajduje się uskokowa brekcja. Podczas eksploracji jaskini nastąpił tu duży obryw. Na dnie otwór studzienki prowadzący do dolnego piętra jaskini. Od sali w kierunku wschodnim odbiega niski korytarz powstały na międzywarstwowym rozmyciu. Korytarz ma długość 8 m i jest na końcu zamknięty osadem złożonym z gliny, wapiennego gruzu i krzemieni. Na dnie korytarza są liczne buły krzemienne.
Ze studzienki na końcu sali głównej można zejść do położonej niżej piętrowej salki o pochyłym dnie i silnie skorodowanym stropie. Widoczne w salce kotły wirowe i kanaliki wskazują, że została wytworzona przez przepływającą wodę. W salce tej występują liczne buły krzemienne i skamieniałości jeżowców, ramienionogów i belemnitów. W dolnej części salki jest głęboka na 2 m studzienka. Z jej dna odchodzi niski korytarzyk o długości 3 m. Jego koniec po prawej stronie zamykają duże bloki skalne, na lewo natomiast prowadzi bardzo ciasny kilkunastometrowej długości korytarzyk doprowadzający do Sali przed Salą z Kaczką. Dno korytarzy jest błotniste i zawalone rumoszem. W kilkumetrowym korytarzu na przedłużeniu sali jest najniższe miejsce jaskini (11, 4 m pod powierzchnią terenu). Wyczuwalny w nim jest wypływ powietrza.
Po lewej stronie Sali przed Salą z Kaczką jest ciasna i stromo wznosząca się rura o mytych ścianach. Dochodzi do górnego korytarza. Również z prawej strony sali odchodzi korytarz, po kilku metrach zamknięty blokami skalnymi i błotem.
Jaskinia powstała w wapieniach z jury późnej, a utworzona została przez przepływająca nią wodę. Dolne piętro powstało na uskokach i rozluźnieniach międzywarstwowych. Są co najmniej cztery poziomy tych anastomatycznych rozmyć. Dno korytarzy przeważnie pokryte drobnym gruzem, dużymi blokami skalnymi i bułami krzemiennymi, miejscami gliną, iłem. Brak nacieków.
Jaskinia ma silny przewiew. Latem z zewnątrz napływa do niej cieplejsze powietrze, co powoduje wysuszenia sali. Zimą z jaskini wydobywają się kłęby pary i bardzo silny prąd ciepłego powietrza. Najsilniejszy przewiew występuje w studzience łączącej górne i środkowe piętro jaskini. Oświetlony jest jedynie otwór wejściowy. Do znajdującej się za nim sali głównej wpada niewielka tylko ilość rozproszonego światła, poza tym jaskinia jest ciemna. W otworze występują pająki i komary. Zimą 1977/1988 w jaskini hibernował podkowiec mały Rhyinolophus hipposideros.

## Historia eksploracji i dokumentacji
Główna sala jaskini znana była od dawna. W sierpniu 1933 roku znaleziono w niej żelazne kule do falkonetu i ołowiane kule do muszkietu. Pochodziły z czasu szwedzkiego potopu (druga połowa XVII wieku). Od kul pochodzi nazwa jaskini. Plan jaskini zamieścił Kużniar na mapie Skał Twardowskiego w 1921 r. Jaskini nadał wówczas nazwę Grota II. Później otwór jaskini został zasypany gruzem. Wypływający spod ziemi silny prąd powietrza, a w zimie wytopiony śnieg wskazywały jednak jego miejsce. W 1993 r. B. Słobodzianowi i S. Wasylukowi udało się go odkopać. W 1997 r. odkryto dalsze partie jaskini, później odkopano studzienkę przedostając się do niższych partii jaskini. W marcu 1998 pokonano drugą studzienkę, a w 1999 zbadano Salę przed Salą z Kaczką i pozostałe, wcześniej nieznane korytarze.
Dokumentację sporządzili A. Górny i B. Słobodzian w 1999 r. Plan opracował B. Słobodzian.
Jaskinia jest częścią systemu kilku blisko siebie położonych jaskiń Zakrzówka. Znacznikami (fluoresceina i sól NaCl) stwierdzono jej łączność z Jaskinią Twardowskiego i Jaskinią Jasną. Kontaktem głosowym z kolei potwierdzono łączność Jaskini Twardowskiego z Jaskinią Niską.
Badano prędkość przepływu wód w strefie wadycznej w jaskini. Trwają systematyczne badania chemizmu wód z wykropleń. W kwietniu 1997 r. rozpoczął je J. Motyka z Zakładu Hydrogeologii i Ochrony Wód AGH w Krakowie. W różnych punktach jaskini grotołazi co tydzień pobierają próbki wody do badań i mierzą temperaturę.